# (72827) Maxaub
(72827) Maxaub és un asteroide de la sèrie 2001 HT8, pertanyent al cinturó principal. Va ser descobert el 23 d'abril de 2001 per Rafael Ferrando des de l'observatori astronòmic Pla d'Arguines de la ciutat valenciana de Sogorb (Alt Palància). La seua òrbita presenta una forma de semieix major de 2,5900764 ua amb una excentricitat de 0,1244649, inclinada 14,89954° respecte de l'eclíptica. El seu període orbital és de 1.522,42 dies i la seua velocitat orbital és de 18,50743588 km/s.
Fou batejat en homenatge a l'escriptor valencià Max Aub.